# Vicenza Calcio 2014-2015
Questa voce raccoglie le informazioni riguardanti il Vicenza Calcio nelle competizioni ufficiali della stagione 2014-2015.

## Stagione
Dopo quasi 10 anni, il Vicenza inizia la stagione con il ritiro estivo non nella casalinga Gallio ma ad Andalo (TN), fino al 26 luglio 2014.
Il Vicenza viene inserito nel girone A di Lega Pro, lo stesso girone in cui militano le altre 2 squadre vicentine (Real Vicenza e Bassano Virtus).
La stagione ufficiale parte con la sconfitta casalinga in Coppa Italia dal Bassano Virtus.
Tuttavia il 29 agosto (un giorno prima dell'inizio del campionato), la squadra viene ripescata in Serie B al posto del fallito Siena.
La prima giornata di campionato viene rinviata e ai biancorossi, viene concesso la proroga alla chiusura del mercato per poter adeguare, in extremis, la rosa alla ritrovata seconda categoria.
L'avvio della stagione 2014-2015 è, ovviamente, complicato. Mister Lopez (confermato alla guida tecnica ancora quando la squadra si trovava in Lega Pro) colleziona 10 punti in 11 gare (2 vittorie, 4 pareggi e 5 sconfitte) frutto anche (oltre che di una rosa forse non ancora pronta per la categoria) di numerosi infortuni soprattutto nel reparto offensivo.
Il 30 ottobre mister Lopez viene esonerato e al suo posto viene chiamato Pasquale Marino e il suo staff; con l'avvento di Marino il Vicenza riesce a collezionare 17 punti nelle successive 10 partite (5 vittorie, 2 pareggi e 3 sconfitte) e a chiudere, a sorpresa, il girone di andata a metà classifica.
La matematica salvezza viene raggiunta il 21 marzo con 10 giornate di anticipo. L'obiettivo finale del campionato diventa dunque la promozione in serie A (diretta o attraverso i play-off). La volata per la promozione prosegue in modo positivo fino a raggiungere il secondo posto solitario in classifica a 5 giornate dalla fine, ma il campionato si conclude con il 3º posto che qualifica il Vicenza ai play-off partendo dalle semifinali, spareggi persi contro il Pescara.

## Divise e sponsor
Gli sponsor di questa stagione restano confermati dalla precedente: lo sponsor tecnico è ancora Macron, lo sponsor ufficiale è Banca Popolare di Vicenza.
Nel retro maglia sarebbe dovuto apparire la sponsorizzazione Caffè Vero (come nella stagione precedente) ma, a seguito del ripescaggio in serie B sono stati reinseriti i nomi dei giocatori, come da regolamento.
Proprio a causa del ripescaggio la presentazione ufficiale delle maglie è stata dunque rinviata, al 25 settembre 2014, presso la Basilica Palladiana; in Coppa Italia e fino alla 5ª giornata di campionato compresa, la squadra ha usato come prima maglia la divisa casalinga della stagione 2012-2013 mentre come seconda maglia la divisa da trasferta della stagione 2013-2014. Nella 6ª giornata (Crotone-Vicenza) è stata utilizzata la terza maglia della precedente stagione.
Coppa Italia e Serie B (1ª - 5ª giornata)
| Casa | Trasferta |

Serie B (7ª - 42ª giornata)
| Casa | Trasferta | Terza maglia | Portiere |

## Organigramma societario
Area direttiva
- Presidente: Tiziano Cunico
- Vice Presidenti: Gian Luigi Polato
- Amministratore delegato: Dario Cassingena
- Consiglieri: Paolo Cristallini, Antonio Mandato
- Direttore Generale: Andrea Gazzoli
- Segretario di direzione: Debora Brusaporco
- Segretario sportivo: Andrea De Poli
- Addetto agli arbitri: Andrea Prandoni

Area tecnica
- Allenatore: Giovanni Lopez (1ª-11ª giornata) → Pasquale Marino (dalla 12ª giornata)
- Allenatore in 2ª: Antonino Praticò (1ª-11ª giornata) → Massimo Mezzini (dalla 12ª giornata)
- Preparatore atletico: Daniel Perazzolo (1ª-11ª giornata) → Mauro Franzetti (dalla 12ª giornata)
- Preparatore dei portieri: Michele De Bernardin (1ª-11ª giornata) → Catello Senatore (dalla 12ª giornata)
- Allenatore Primavera: Massimo Beghetto

Area sanitaria
- Recupero infortunati: Davide Ranzato
- Responsabile medico: Giovanni Ragazzi
- Infermiere professionale: Massimo Toniolo
- Fisioterapista: Daniele Petroni
- Massaggiatore sportivo: Marco Carta
- Medico sociale: Nicola Bizzotto
- Consulente radiologo: Enrico Talenti
- Consulente chiropratico: Steve South

Altro
- Team manager: Enzo Ometto
- Responsabile magazzino: Valerio Frighetto
- Magazziniere: Andrea Rizzotto

## Rosa

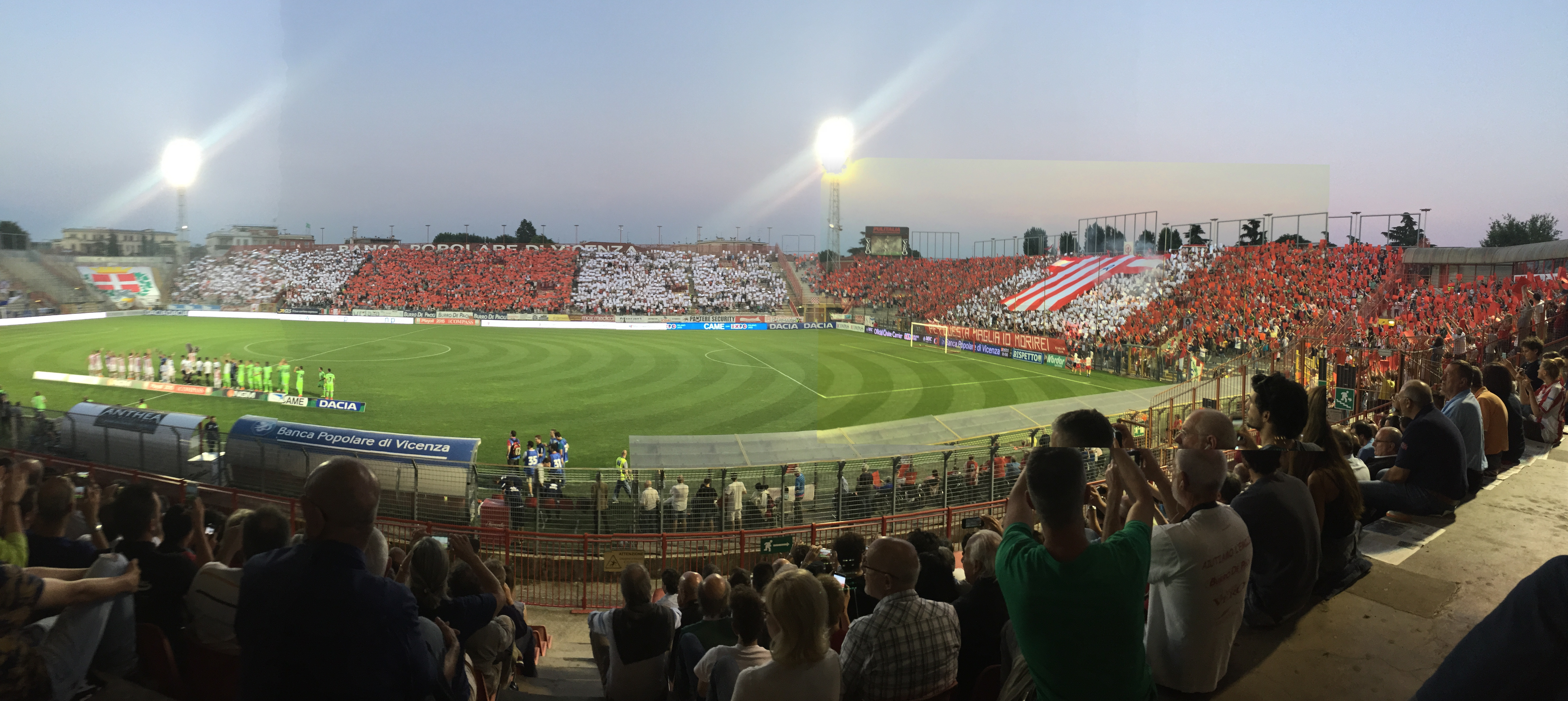
Coreografia al Menti prima di Vicenza-Pescara di play-off

Rosa aggiornata al 2 febbraio 2015.
| N. |                          | Ruolo | Calciatore            |
| -- | ------------------------ | ----- | --------------------- |
| 1  | Spagna (bandiera)        | P     | Nicolás Bremec        |
| 2  | Nuova Zelanda (bandiera) | D     | Jesse Edge            |
| 3  | Italia (bandiera)        | D     | Salvatore D'Elia      |
| 4  | Italia (bandiera)        | C     | Federico Moretti      |
| 5  | Francia (bandiera)       | D     | Oualid El Hasni       |
| 6  | Ghana (bandiera)         | C     | Moro Alhassan         |
| 7  | Italia (bandiera)        | D     | Nicolò Brighenti      |
| 8  | Italia (bandiera)        | C     | Antonio Cinelli       |
| 9  | Italia (bandiera)        | A     | Piergiuseppe Maritato |
| 10 | Italia (bandiera)        | A     | Stefano Giacomelli    |
| 11 | Austria (bandiera)       | A     | Srđan Spiridonović    |
| 11 | Italia (bandiera)        | C     | Leonardo Spinazzola   |
| 12 | Italia (bandiera)        | P     | Andrea Cappa          |
| 12 | Italia (bandiera)        | P     | Federico Serraiocco   |
| 13 | Slovenia (bandiera)      | A     | Damir Bartulović      |
| 14 | Spagna (bandiera)        | D     | Pol García            |
| 15 | Italia (bandiera)        | C     | Mattia Filippi        |
| 16 | Italia (bandiera)        | C     | Matteo Gerbaudo       |
| 16 | Italia (bandiera)        | C     | Alessio Vita          |

| N. |                    | Ruolo | Calciatore                   |
| -- | ------------------ | ----- | ---------------------------- |
| 17 | Italia (bandiera)  | A     | Niko Bianconi                |
| 17 | Italia (bandiera)  | D     | Thomas Manfredini            |
| 18 | Italia (bandiera)  | C     | Fabio Sciacca                |
| 19 | Italia (bandiera)  | A     | Andrea Cocco                 |
| 20 | Italia (bandiera)  | C     | Giovanni Sbrissa             |
| 21 | Italia (bandiera)  | C     | Davide Di Gennaro            |
| 22 | Italia (bandiera)  | P     | Mauro Vigorito               |
| 23 | Italia (bandiera)  | D     | Matteo Gentili               |
| 24 | Italia (bandiera)  | C     | Francesco Urso               |
| 24 | Italia (bandiera)  | A     | Andrea Petagna               |
| 26 | Italia (bandiera)  | D     | Alessandro Camisa (capitano) |
| 27 | Italia (bandiera)  | D     | Lorenzo Laverone             |
| 28 | Italia (bandiera)  | C     | Antonino Ragusa              |
| 29 | Uruguay (bandiera) | C     | Ignacio Lores Varela         |
| 30 | Italia (bandiera)  | A     | Gennaro Tutino               |
| 31 | Italia (bandiera)  | D     | Mario Sampirisi              |
| 32 | Italia (bandiera)  | D     | Giuseppe Figliomeni          |
| 33 | Italia (bandiera)  | P     | Paolo Truant                 |
| 34 | Italia (bandiera)  | A     | Andrea Mancini               |

## Calciomercato

### Sessione estiva(dal 1º luglio al 2 settembre 2014)
Per il Vicenza il mercato estivo è stato prorogato fino al 15 settembre a seguito del ripescaggio in Serie B.
| Acquisti | Acquisti             | Acquisti | Acquisti                                          |
| R.       | Nome                 | da       | Modalità                                          |
| -------- | -------------------- | -------- | ------------------------------------------------- |
| C        | Giampaolo Calzi      |          | sottoscrizione contratto                          |
| C        | Francesco Urso       | Cesena   | titolo definitivo                                 |
| A        | Niko Bianconi        | Juventus | titolo definitivo                                 |
| A        | Srđan Spiridonović   |          | sottoscrizione contratto                          |
| A        | Gennaro Tutino       | Napoli   | prestito                                          |
| D        | Nicolò Brighenti     |          | sottoscrizione contratto                          |
| P        | Nicolás Bremec       |          | sottoscrizione contratto                          |
| C        | Matteo Gerbaudo      | Juventus | prestito                                          |
| A        | Andrea Cocco         | Verona   | titolo definitivo                                 |
| D        | Lorenzo Laverone     | Varese   | titolo definitivo                                 |
| P        | Mauro Vigorito       | Venezia  | titolo definitivo                                 |
| A        | Davide D'Appollonia  | Venezia  | titolo definitivo                                 |
| D        | Pol García           | Juventus | prestito                                          |
| C        | Moro Alhassan        | Genoa    | prestito con diritto di riscatto e controriscatto |
| C        | Fabio Sciacca        |          | sottoscrizione contratto                          |
| C        | Davide Di Gennaro    | Palermo  | prestito                                          |
| A        | Andrea Mancini       | Pescara  | prestito con diritto di riscatto e controriscatto |
| C        | Ignacio Lores Varela | Palermo  | prestito                                          |
| C        | Antonino Ragusa      | Genoa    | prestito                                          |
| D        | Mario Sampirisi      | Genoa    | prestito                                          |
| C        | Federico Moretti     | Catania  | prestito con diritto di riscatto                  |
| D        | Giuseppe Figliomeni  | Latina   | prestito con diritto di riscatto                  |

| Cessioni | Cessioni            | Cessioni    | Cessioni                                                     |
| R.       | Nome                | a           | Modalità                                                     |
| -------- | ------------------- | ----------- | ------------------------------------------------------------ |
| A        | Giacomo Tulli       |             | svincolato                                                   |
| C        | Ivan Castiglia      |             | svincolato                                                   |
| P        | Carlo Pinsoglio     | Juventus    | risoluzione compartecipazione e cessione a titolo definitivo |
| C        | Alex Pinardi        | Feralpisalò | titolo definitivo                                            |
| C        | Abderazzak Jadid    |             | svincolato                                                   |
| D        | Michele Murolo      |             | svincolato                                                   |
| D        | Daniele Martinelli  | Trapani     | titolo definitivo                                            |
| P        | Richard Marcone     | Trapani     | titolo definitivo                                            |
| C        | Mattia Mustacchio   | Ascoli      | titolo definitivo                                            |
| D        | Alessandro Vinci    |             | svincolato                                                   |
| D        | Raffaele Imparato   | Torres      | titolo definitivo                                            |
| A        | Pasquale Maiorino   | Torres      | titolo definitivo                                            |
| P        | Achille Coser       |             | svincolato                                                   |
| A        | Youssou Lo          | Inter       | titolo definitivo                                            |
| C        | Niccolò Corticchia  | Como        | prestito                                                     |
| A        | Davide D'Appollonia | Savoia      | prestito                                                     |
| A        | Miloš Malivojević   | Savoia      | prestito                                                     |
| P        | Enrico Alfonso      |             | svincolato                                                   |
| D        | Michele Anaclerio   |             | svincolato                                                   |
| A        | Tanasiy Kosovan     | Varese      | titolo definitivo                                            |
| D        | Simone Bragagnolo   | Padova      | prestito                                                     |
| A        | Marco Padalino      |             | svincolato                                                   |
| D        | Oliveira Jefferson  | Juve Stabia | prestito                                                     |
| C        | Giampaolo Calzi     | Savoia      | titolo definitivo                                            |

### Sessione invernale(dal 5 gennaio al 2 febbraio 2015)
| Acquisti | Acquisti            | Acquisti | Acquisti                                           |
| R.       | Nome                | da       | Modalità                                           |
| -------- | ------------------- | -------- | -------------------------------------------------- |
| A        | Andrea Petagna      | Milan    | prestito con diritto di riscatto e contro riscatto |
| D        | Simone Bragagnolo   | Padova   | fine prestito                                      |
| D        | Thomas Manfredini   | Sassuolo | prestito                                           |
| C        | Alessio Vita        | Sassuolo | prestito con diritto di opzione e contro opzione   |
| P        | Federico Serraiocco | Teramo   | prestito                                           |
| C        | Leonardo Spinazzola | Juventus | prestito con diritto di riscatto e controriscatto  |

| Cessioni | Cessioni              | Cessioni | Cessioni      |
| R.       | Nome                  | a        | Modalità      |
| -------- | --------------------- | -------- | ------------- |
| A        | Niko Bianconi         | Savona   | prestito      |
| C        | Francesco Urso        | Prato    | prestito      |
| C        | Matteo Gerbaudo       | Juventus | fine prestito |
| A        | Gennaro Tutino        | Napoli   | fine prestito |
| D        | Giuseppe Figliomeni   | Latina   | fine prestito |
| A        | Srđan Spiridonović    | Messina  | prestito      |
| A        | Piergiuseppe Maritato | Como     | prestito      |
| D        | Oualid El Hasni       | Monza    | prestito      |
| C        | Ignacio Lores Varela  | Palermo  | fine prestito |

## Risultati

### Serie B

#### Girone di andata
| Vicenza 10 settembre 2014, ore 20:30 CEST 1ª giornata | Vicenza               | 0 – 0 (0 – 0) referto | Latina | Stadio Romeo Menti (5.856 spett.)\| Arbitro: \| Abbattista (Molfetta) \| |
| Arbitro:                                              | Abbattista (Molfetta) |                       |        |                                                                          |

| Arbitro: | La Penna (Roma) |

|                            |           |           |
| Terlizzi 4’ Pagliarulo 85’ | Marcatori | 60’ Cocco |

| Arbitro: | Baracani (Firenze) |

|  |           |              |
|  | Marcatori | 45’ Avenatti |

| Arbitro: | Nasca (Bari) |

|                                |           |                 |
| Taddei 8’ (rig.) Del Prete 76’ | Marcatori | 19’, 26’ Ragusa |

| Arbitro: | Maresca (Firenze) |

|            |           |  |
| Ragusa 73’ | Marcatori |  |

| Crotone 27 settembre 2014, ore 15:00 CEST 6ª giornata | Crotone                | 0 – 0 (0 – 0) referto | Vicenza | Stadio Ezio Scida (3.894 spett.)\| Arbitro: \| Manganiello (Pinerolo) \| |
| Arbitro:                                              | Manganiello (Pinerolo) |                       |         |                                                                          |

| Vicenza 4 ottobre 2014, ore 15:00 CEST 7ª giornata | Vicenza          | 0 – 0 (0 – 0) referto | Bologna | Stadio Romeo Menti (8.358 spett.)\| Arbitro: \| Abisso (Palermo) \| |
| Arbitro:                                           | Abisso (Palermo) |                       |         |                                                                     |

| Arbitro: | Saia (Palermo) |

|                                              |           |  |
| A. Piccolo 44’ Thiam 55’, 82’ Monachello 86’ | Marcatori |  |

| Arbitro: | Aureliano (Bologna) |

|                                    |           |                    |
| Cocco 37’ D. Di Gennaro 74’ (rig.) | Marcatori | 78’ (rig.) Maniero |

| Arbitro: | Pezzuto (Lecce) |

|                                         |           |                   |
| Çani 49’ Calaiò 82’ (rig.) Martinho 89’ | Marcatori | 90+3’ García Tena |

| Arbitro: | Ripa (Nocera Inferiore) |

|  |           |                                |
|  | Marcatori | 36’ Granoche 89’ (aut.) Camisa |

| Arbitro: | Gavillucci (Latina) |

|             |           |  |
| Mbakogu 49’ | Marcatori |  |

| Arbitro: | Roca (Foggia) |

|                  |           |            |
| Moretti 34’, 82’ | Marcatori | 30’ Marchi |

| Arbitro: | Manganiello (Pinerolo) |

|  |           |           |
|  | Marcatori | 27’ Cocco |

| Arbitro: | Pairetto (Nichelino) |

|                  |           |             |
| Cocco 79’ (rig.) | Marcatori | 12’ Minesso |

| Arbitro: | Abbattista (Molfetta) |

|                               |           |                                       |
| Borghese 13’ Neto Pereira 89’ | Marcatori | 17’ Giacomelli 80’ Cocco 83’ Laverone |

| Arbitro: | Ghersini (Genova) |

|                           |           |  |
| Moretti 35’ Sbrissa 90+5’ | Marcatori |  |

| Arbitro: | Ripa (Nocera Inferiore) |

|                            |           |           |
| Mazzarani 16’ Cecchini 63’ | Marcatori | 89’ Cocco |

| Arbitro: | Minelli (Varese) |

|           |           |  |
| Lores 89’ | Marcatori |  |

| Vicenza 24 dicembre 2014, ore 15:00 CET 20ª giornata | Vicenza           | 0 – 0 (0 – 0) referto | Livorno | Stadio Romeo Menti (8.069 spett.)\| Arbitro: \| Sacchi (Macerata) \| |
| Arbitro:                                             | Sacchi (Macerata) |                       |         |                                                                      |

| Arbitro: | Roca (Foggia) |

|          |           |  |
| Gori 64’ | Marcatori |  |

#### Girone di ritorno
| Latina 17 gennaio 2015, ore 15:00 CET 22ª giornata | Latina          | 0 – 0 (0 – 0) referto | Vicenza | Stadio Domenico Francioni (3.016 spett.)\| Arbitro: \| Ros (Pordenone) \| |
| Arbitro:                                           | Ros (Pordenone) |                       |         |                                                                           |

| Arbitro: | Pairetto (Nichelino) |

|                                               |           |  |
| N. Brighenti 7’ D. Di Gennaro 41’ Moretti 81’ | Marcatori |  |

| Arbitro: | Sacchi (Macerata) |

|  |           |                |
|  | Marcatori | 19’, 76’ Cocco |

| Arbitro: | La Penna (Roma) |

|                     |           |               |
| Cocco 47’, 53’, 73’ | Marcatori | 24’ Lanzafame |

| Arbitro: | Baracani (Firenze) |

|  |           |             |
|  | Marcatori | 73’ Petagna |

| Arbitro: | Saia (Palermo) |

|                |           |  |
| Giacomelli 72’ | Marcatori |  |

| Arbitro: | Manganiello (Pinerolo) |

|  |           |                  |
|  | Marcatori | 13’, 57’ Moretti |

| Arbitro: | Aureliano (Bologna) |

|                            |           |                                  |
| N. Brighenti 53’ Cocco 88’ | Marcatori | 37’ Amenta 75’ (rig.) A. Piccolo |

| Arbitro: | Nasca (Bari) |

|                            |           |                         |
| Melchiorri 58’ Brugman 82’ | Marcatori | 66’ Cinelli 90+1’ Cocco |

| Vicenza 16 marzo 2015, ore 20:30 CET 31ª giornata | Vicenza             | 0 – 0 (0 - 0) referto | Catania | Stadio Romeo Menti (8.757 spett.)\| Arbitro: \| Gavillucci (Latina) \| |
| Arbitro:                                          | Gavillucci (Latina) |                       |         |                                                                        |

| Arbitro: | Pasqua (Tivoli) |

|             |           |                          |
| Granoche 1’ | Marcatori | 25’ Cocco 63’ Giacomelli |

| Arbitro: | Di Paolo (Avezzano) |

|           |           |                 |
| Cocco 50’ | Marcatori | 3’, 16’ Lasagna |

| Arbitro: | Mariani (Aprilia) |

|            |           |                  |
| Marchi 60’ | Marcatori | 72’ (rig.) Cocco |

| Arbitro: | Pinzani (Empoli) |

|           |           |  |
| Cocco 37’ | Marcatori |  |

| Arbitro: | Maresca (Napoli) |

|  |           |                            |
|  | Marcatori | 90+1’ (rig.) D. Di Gennaro |

| Arbitro: | Pezzuto (Lecce) |

|                  |           |  |
| N. Brighenti 48’ | Marcatori |  |

| Arbitro: | Merchiori (Ferrara) |

|                                      |           |  |
| And. Caracciolo 7’, 90+2’ Benali 24’ | Marcatori |  |

| Vicenza 2 maggio 2015, ore 15:00 CEST 39ª giornata | Vicenza             | 0 – 0 (0 - 0) referto | Entella | Stadio Romeo Menti (9.461 spett.)\| Arbitro: \| Gavillucci (Latina) \| |
| Arbitro:                                           | Gavillucci (Latina) |                       |         |                                                                        |

| La Spezia 9 maggio 2015, ore 15:00 CEST 40ª giornata | Spezia           | 0 – 0 (0 - 0) referto | Vicenza | Stadio Alberto Picco (7.855 spett.)\| Arbitro: \| Maresca (Napoli) \| |
| Arbitro:                                             | Maresca (Napoli) |                       |         |                                                                       |

| Arbitro: | Pasqua (Tivoli) |

|                 |           |                    |
| Vantaggiato 33’ | Marcatori | 90+3’ (rig.) Cocco |

| Arbitro: | Ghersini (Genova) |

|                             |           |                |
| Cocco 82’ A. Di Gennaro 84’ | Marcatori | 65’ D. Ciofani |

### Play-off

#### Semifinali
| Arbitro: | Pairetto (Nichelino) |

|                     |           |  |
| Memushaj 87’ (rig.) | Marcatori |  |

| Arbitro: | Maresca (Napoli) |

|                       |           |                                   |
| Moretti 45’ Cocco 81’ | Marcatori | 4’ (aut.) Sampirisi 65’ Bjarnason |

### Coppa Italia
| Arbitro: | Vesprini (Macerata) |

|             |           |                           |
| Maritato 7’ | Marcatori | 75’ Cattaneo 89’ Stevanin |

## Statistiche
Statistiche aggiornate al 29 maggio 2015.

### Statistiche di squadra
| Competizione | Punti       | In casa | In casa | In casa | In casa | In casa | In casa | In trasferta | In trasferta | In trasferta | In trasferta | In trasferta | In trasferta | Totale | Totale | Totale | Totale | Totale | Totale | DR |
| Competizione | Punti       | G       | V       | N       | P       | Gf      | Gs      | G            | V            | N            | P            | Gf           | Gs           | G      | V      | N      | P      | Gf     | Gs     | DR |
| ------------ | ----------- | ------- | ------- | ------- | ------- | ------- | ------- | ------------ | ------------ | ------------ | ------------ | ------------ | ------------ | ------ | ------ | ------ | ------ | ------ | ------ | -- |
| Serie B      | 68          | 21      | 11      | 7       | 3       | 23      | 12      | 21           | 7            | 7            | 7            | 21           | 25           | 42     | 18     | 14     | 10     | 44     | 37     | +7 |
| Play-off     | Semifinali  | 1       | 0       | 1       | 0       | 2       | 2       | 1            | 0            | 0            | 1            | 0            | 1            | 2      | 0      | 1      | 1      | 2      | 3      | -1 |
| Coppa Italia | Primo Turno | 1       | 0       | 0       | 1       | 1       | 2       | -            | -            | -            | -            | -            | -            | 1      | 0      | 0      | 1      | 1      | 2      | -1 |
| Totale       |             | 22      | 11      | 7       | 4       | 24      | 14      | 22           | 7            | 7            | 8            | 21           | 26           | 44     | 18     | 14     | 12     | 45     | 40     | +5 |

### Andamento in campionato
| Giornata  | 1  | 2  | 3  | 4  | 5  | 6  | 7  | 8  | 9  | 10 | 11 | 12 | 13 | 14 | 15 | 16 | 17 | 18 | 19 | 20 | 21 | 22 | 23 | 24 | 25 | 26 | 27 | 28 | 29 | 30 | 31 | 32 | 33 | 34 | 35 | 36 | 37 | 38 | 39 | 40 | 41 | 42 |
| --------- | -- | -- | -- | -- | -- | -- | -- | -- | -- | -- | -- | -- | -- | -- | -- | -- | -- | -- | -- | -- | -- | -- | -- | -- | -- | -- | -- | -- | -- | -- | -- | -- | -- | -- | -- | -- | -- | -- | -- | -- | -- | -- |
| Luogo     | C  | T  | C  | T  | C  | T  | C  | T  | C  | T  | C  | T  | C  | T  | C  | T  | C  | T  | C  | C  | T  | T  | C  | T  | C  | T  | C  | T  | C  | T  | C  | T  | C  | T  | C  | T  | C  | T  | C  | T  | T  | C  |
| Risultato | N  | P  | P  | N  | V  | N  | N  | P  | V  | P  | P  | P  | V  | V  | N  | V  | V  | P  | V  | N  | P  | N  | V  | V  | V  | V  | V  | V  | N  | N  | N  | V  | P  | N  | V  | V  | V  | P  | N  | N  | N  | V  |
| Posizione | 16 | 18 | 20 | 21 | 16 | 15 | 15 | 19 | 15 | 17 | 20 | 21 | 18 | 16 | 15 | 12 | 10 | 12 | 12 | 10 | 12 | 14 | 9  | 8  | 6  | 5  | 5  | 3  | 4  | 4  | 3  | 3  | 3  | 3  | 3  | 2  | 2  | 4  | 3  | 3  | 3  | 3  |

Fonte:  Serie B – Classifiche, su sport.sky.it, Sky Sport. URL consultato il 1º settembre 2014 (archiviato dall'url originale l'11 settembre 2014).
Legenda:

Luogo: C = Casa; T = Trasferta. Risultato: V = Vittoria; N = Pareggio; P = Sconfitta.

### Statistiche dei giocatori
In corsivo i giocatori trasferiti a stagione in corso.
| Giocatore       | Serie B  | Serie B | Serie B     | Serie B    | Play-off | Play-off | Play-off    | Play-off   | Coppa Italia | Coppa Italia | Coppa Italia | Coppa Italia | Totale   | Totale | Totale      | Totale     |
| Giocatore       | Presenze | Reti    | Ammonizioni | Espulsioni | Presenze | Reti     | Ammonizioni | Espulsioni | Presenze     | Reti         | Ammonizioni  | Espulsioni   | Presenze | Reti   | Ammonizioni | Espulsioni |
| --------------- | -------- | ------- | ----------- | ---------- | -------- | -------- | ----------- | ---------- | ------------ | ------------ | ------------ | ------------ | -------- | ------ | ----------- | ---------- |
| M. Alhassan     | 4        | 0       | 0           | 0          | 0        | 0        | 0           | 0          | -            | -            | -            | -            | 4        | 0      | 0           | 0          |
| D. Bartulovic   | 1        | 0       | 0           | 0          | 0        | 0        | 0           | 0          | 0            | 0            | 0            | 0            | 1        | 0      | 0           | 0          |
| N. Bianconi     | 1        | 0       | 0           | 0          | -        | -        | -           | -          | 1            | 0            | 0            | 0            | 2        | 0      | 0           | 0          |
| N. Bremec       | 19       | -23     | 0           | 2          | 2        | -3       | 0           | 0          | 1            | -2           | 0            | 0            | 22       | -28    | 0           | 2          |
| N. Brighenti    | 28       | 3       | 8           | 0          | 1        | 0        | 0           | 0          | 1            | 0            | 0            | 0            | 30       | 3      | 8           | 0          |
| A. Camisa       | 24       | 0       | 4           | 0          | 2        | 0        | 1           | 0          | 0            | 0            | 0            | 0            | 26       | 0      | 5           | 0          |
| A. Cappa        | 0        | -0      | 0           | 0          | -        | -        | -           | -          | 0            | 0            | 0            | 0            | 0        | 0      | 0           | 0          |
| A. Cinelli      | 40       | 1       | 8           | 0          | 2        | 0        | 1           | 0          | 1            | 0            | 0            | 0            | 43       | 1      | 9           | 0          |
| A. Cocco        | 36       | 19      | 8           | 0          | 1        | 1        | 0           | 0          | 0            | 0            | 0            | 0            | 37       | 20     | 8           | 0          |
| S. D'Elia       | 19       | 0       | 6           | 1          | 2        | 0        | 1           | 0          | 1            | 0            | 1            | 0            | 22       | 0      | 8           | 1          |
| D. Di Gennaro   | 37       | 4       | 11          | 0          | 1        | 0        | 1           | 0          | -            | -            | -            | -            | 38       | 4      | 12          | 0          |
| J. Edge         | 0        | 0       | 0           | 0          | -        | -        | -           | -          | 0            | 0            | 0            | 0            | 0        | 0      | 0           | 0          |
| O. El Hasni     | 2        | 0       | 1           | 0          | -        | -        | -           | -          | 1            | 0            | 1            | 0            | 3        | 0      | 2           | 0          |
| G. Figliomeni   | 6        | 0       | 2           | 0          | -        | -        | -           | -          | -            | -            | -            | -            | 6        | 0      | 2           | 0          |
| M. Filippi      | 0        | 0       | 0           | 0          | -        | -        | -           | -          | 0            | 0            | 0            | 0            | 0        | 0      | 0           | 0          |
| P. Garcia Tena  | 24       | 1       | 4           | 1          | 0        | 0        | 0           | 0          | -            | -            | -            | -            | 24       | 1      | 4           | 1          |
| M. Gentili      | 20       | 0       | 7           | 2          | 2        | 0        | 1           | 0          | 1            | 0            | 0            | 0            | 23       | 0      | 8           | 2          |
| M. Gerbaudo     | 3        | 0       | 0           | 0          | -        | -        | -           | -          | 1            | 0            | 0            | 0            | 4        | 0      | 0           | 0          |
| S. Giacomelli   | 28       | 3       | 6           | 0          | 1        | 0        | 0           | 0          | 0            | 0            | 0            | 0            | 29       | 3      | 6           | 0          |
| T. Kosovan      | 0        | 0       | 0           | 0          | -        | -        | -           | -          | 1            | 0            | 0            | 0            | 1        | 0      | 0           | 0          |
| L. Laverone     | 40       | 1       | 3           | 0          | 2        | 0        | 1           | 0          | -            | -            | -            | -            | 42       | 1      | 4           | 0          |
| I. Lores Varela | 15       | 1       | 1           | 0          | -        | -        | -           | -          | -            | -            | -            | -            | 15       | 1      | 1           | 0          |
| A. Mancini      | 0        | 0       | 0           | 0          | 0        | 0        | 0           | 0          | -            | -            | -            | -            | 0        | 0      | 0           | 0          |
| T. Manfredini   | 13       | 0       | 5           | 1          | -        | -        | -           | -          | -            | -            | -            | -            | 13       | 0      | 5           | 1          |
| P. Maritato     | 4        | 0       | 0           | 0          | -        | -        | -           | -          | 1            | 1            | 0            | 0            | 5        | 1      | 0           | 0          |
| F. Moretti      | 34       | 6       | 10          | 0          | 2        | 1        | 1           | 0          | -            | -            | -            | -            | 36       | 7      | 11          | 0          |
| A. Petagna      | 11       | 1       | 1           | 0          | 2        | 0        | 0           | 0          | -            | -            | -            | -            | 13       | 1      | 1           | 0          |
| A. Ragusa       | 16       | 3       | 3           | 1          | 2        | 0        | 1           | 0          | -            | -            | -            | -            | 18       | 3      | 4           | 1          |
| M. Sampirisi    | 37       | 0       | 3           | 0          | 2        | 0        | 1           | 0          | -            | -            | -            | -            | 39       | 0      | 4           | 0          |
| G. Sbrissa      | 30       | 1       | 1           | 1          | 1        | 0        | 0           | 0          | 1            | 0            | 0            | 0            | 32       | 1      | 1           | 1          |
| F. Sciacca      | 16       | 0       | 4           | 1          | -        | -        | -           | -          | -            | -            | -            | -            | 16       | 0      | 4           | 1          |
| F. Serraiocco   | 0        | 0       | 0           | 0          | -        | -        | -           | -          | -            | -            | -            | -            | 0        | 0      | 0           | 0          |
| L. Spinazzola   | 9        | 0       | 0           | 0          | -        | -        | -           | -          | -            | -            | -            | -            | 9        | 0      | 0           | 0          |
| S. Spiridonović | 8        | 0       | 0           | 0          | -        | -        | -           | -          | 0            | 0            | 0            | 0            | 8        | 0      | 0           | 0          |
| G. Tutino       | 0        | 0       | 0           | 0          | -        | -        | -           | -          | 1            | 0            | 0            | 0            | 1        | 0      | 0           | 0          |
| P. Truant       | 0        | -0      | 0           | 0          | -        | -        | -           | -          | 0            | 0            | 0            | 0            | 0        | 0      | 0           | 0          |
| F. Urso         | 1        | 0       | 0           | 0          | -        | -        | -           | -          | 1            | 0            | 1            | 0            | 2        | 0      | 1           | 0          |
| M. Vigorito     | 22       | -14     | 1           | 0          | 1        | 0        | 0           | 1          | 0            | 0            | 0            | 0            | 23       | -14    | 1           | 1          |
| A. Vita         | 18       | 0       | 0           | 0          | 2        | 0        | 0           | 0          | -            | -            | -            | -            | 20       | 0      | 0           | 0          |

## Giovanili

### Organigramma gestionale generale
Come riporta il sito ufficiale:
Responsabili
- Settore giovanile: Antonio Mandato
- Attività agonistica: Massimo Margiotta
- Attività di base: Alberto Ciarelli
- Scuola calcio: Stefano Pasini
- Osservatori: Piero Borella

Area dirigenziale
- Segreteria: Andrea De Poli
- Logistica: Enzo Manuzzato
- Tutoring: Andrea Meggiolan

### Piazzamenti
- Primavera:
  - Allenatore: Massimo Beghetto
  - Campionato: 12º posto
- Allievi Nazionali:
  - Allenatore: Giovanni Barbugian
  - Campionato: 11º posto
- Giovanissimi Nazionali:
  - Allenatori: Maurizio Paggiola
  - Campionato: 4º posto
- Giovanissimi Sperimentali:
  - Allenatore: Mauro Caretta
  - Campionato: 3º posto